# 1994 (企業)
株式会社1994（いちきゅうきゅうよん、英文社名:1994 Co.,Ltd）は、日本のマネジメント、制作会社。

## 概要
ミュージシャンをマネジメントする1994ARTISTSとクリエイターをマネジメントするFACTORY1994で構成される。
レーベルは1994とYouth Recordsがある。

## 所属アーティスト
※2021年3月現在
カネコアヤノ　https://kanekoayano.net

## 所属クリエイター
- いでたつひろ（画家）
- 川島享子（ヘア＆メイク）
- 庄司信也（クリエイティブディレクター）
- トヤマタクロウ（写真家）
- 半田淳也（アートディレクター）
- フカツマサカズ（映像ディレクター）
- 森川雅代（スタイリスト）
- 森安裕之（エンジニアプロデューサー）

（※五十音順）